# Nils Köpp
Nils Köpp (* 1967) ist ein früherer deutscher Eiskunstläufer. Er startete für den SC Karl-Marx-Stadt. Köpp war mehrfacher DDR-Vizemeister und Europameisterschaftsteilnehmer, 1983 gewann er Bronze bei den Juniorenweltmeisterschaften. Später betreute er als Trainer in Chemnitz unter anderem Nicole Nönnig und Claudia Rauschenbach.

## Erfolge/Ergebnisse

### Juniorenweltmeisterschaften
- 1983 – 3. Rang – Sarajevo

### Europameisterschaften
- 1985 – 12. Rang – Göteborg
- 1986 – 13. Rang – Kopenhagen

### DDR-Meisterschaften
- 1983 – 2. Rang
- 1984 – 3. Rang
- 1985 – 2. Rang
- 1986 – 2. Rang
- 1987 – 2. Rang